# Alpinia condensata
Alpinia condensata är en enhjärtbladig växtart som beskrevs av Theodoric Valeton. Alpinia condensata ingår i släktet Alpinia och familjen Zingiberaceae. Inga underarter finns listade i Catalogue of Life.